# ویستارینو
ویستارینو (به ایتالیایی: Vistarino) یک کومونه در ایتالیا است که در استان پاویا واقع شده‌است.

## خصوصیات
ویستارینو ۹٫۲ کیلومترمربع مساحت و ۱٬۱۸۹ نفر جمعیت دارد.